# Sabine Baumann
Sabine Baumann (* 27. Oktober 1966 in Frankfurt am Main) ist eine deutsche Verlagslektorin und literarische Übersetzerin.

## Leben
Sabine Baumann absolvierte ein Studium der Anglistik, Amerikanistik und Slawistik an Universitäten in Frankfurt am Main, Bloomington und New York. 1998 promovierte sie an der Universität Frankfurt mit einer Arbeit über das übersetzerische Werk Vladimir Nabokovs zum Doktor der Philosophie. Anschließend arbeitete sie für diverse deutsche Verlage als Lektorin. Daneben hielt sie an der Universität Frankfurt Vorlesungen zur englischen und osteuropäischen Literatur. Seit 2009 ist sie als Lektorin im Frankfurter Schöffling-Verlag tätig.
Sabine Baumann übersetzt neben ihrer Arbeit als Lektorin aus dem Englischen und Russischen ins Deutsche. 
Sie ist Mitglied im PEN-Zentrum Deutschland und im Verband deutschsprachiger Übersetzer literarischer und wissenschaftlicher Werke, VdÜ, für den sie seit 2008 die Fachzeitschrift Übersetzen als Chefredakteurin betreut. Im Juni 2022 gehörte sie zu den Gründungsmitgliedern des PEN Berlin.
Seit August 2017 ist Baumann Vorsitzende des Vereins Frankfurt liest ein Buch.

## Auszeichnungen
- 2010: Übersetzerpreis der Kunststiftung NRW für Puškins Eugen Onegin und Nabokovs Kommentar
- 2022: Übersetzerbarke

## Werke
- Vladimir Nabokov: Haus der Erinnerung. Gnosis und Memoria in kommentierenden und autobiographischen Texten. Stroemfeld, Frankfurt am Main 1999, ISBN 3-86109-148-8.

## Herausgeberschaft
- Fritz Senn: Noch mehr über Joyce. Streiflichter. Essays, hrsg. u. m. e. Nachwort von Sabine Baumann. Schöffling, Frankfurt a. M. 2012, ISBN 978-3-89561-333-3.

## Übersetzungen
- Orlando Figes: Nataschas Tanz. Übers. zus. mit Bernd Rullkötter. Berlin-Verlag, Berlin 2003, ISBN 3-8270-0487-X.
- Anna Freud: Briefe an Eva Rosenfeld. Hrsg. Peter Heller. Stroemfeld, Basel 1994, ISBN 3-86109-118-6.
- Simon Montefiore: Katharina die Große und Fürst Potemkin. Übers. zus. mit Bernd Rullkötter. S. Fischer, Frankfurt 2009, ISBN 978-3-10-050613-9.
- Vladimir Nabokov: Gesammelte Werke.

15,1. Dramen. Übers. zus. mit Rosemarie Tietze. Rowohlt, Reinbek 2000, ISBN 3-498-04653-5.
- Alexander Puschkin:  Eugen Onegin. 2 Bde. Stroemfeld, Frankfurt 2009, ISBN 978-3-86600-018-6.

1. Eugen Onegin. Ein Versroman. Unter Mitarb. von Christiane Körner. Vorwort, Einleitung Vladimir Nabokov. Übers. S. Baumann
2. Vladimir Nabokov: Kommentar zu "Eugen Onegin". Übers. S. Baumann